# Русский язык в Туркменистане

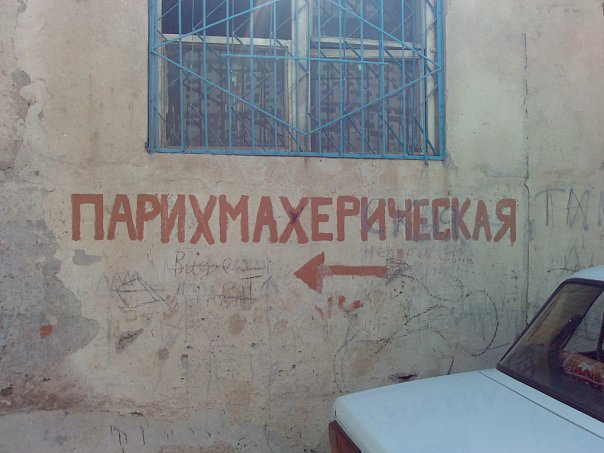
Вывеска, предлагающая услуги парикмахера. Ашхабад.

Русский язык в Туркменистане является третьим по распространённости языком Туркменистана после узбекского и туркменского.
По данным переписи населения 2010 года, русским языком свободно владело 11,7 % населения страны.

## История
В 1990 году в Туркменистане был принят закон, наделяющий русский язык статусом языка межнационального общения, однако Конституция 1992 года лишила русский язык какого-либо статуса. В советские годы число жителей Туркменистана, плохо знающих русский язык или не владеющих им, достигало 61,4 %. После распада Советского Союза оно увеличилось до 75,3 % в 1995 году и 87,7 % в 2010 году. В период правления Сапармурата Ниязова проводилась политика дерусификации: был закрыт единственный русский драматический театр (впоследствии он продолжил свою деятельность в другом здании), запрещён ввоз русскоязычных газет и прекращена подписка на все русскоязычные периодические издания, а деятельность русских редакций газет, кроме газеты «Нейтральный Туркменистан» остановлена. В 1998 году было прекращено вещание канала ОРТ, а в 2004 — радио «Маяк».

## СМИ
Выпускается ежедневная газета на русском языке — Нейтральный Туркменистан, также частично на русском языке издаётся газета «Habarlar». Государственный телеканал «Туркменистан» транслируется на семи разных языках, в том числе и на русском. С декабря 2020 года возобновлено вещание телеканала «Мир». Государственное информационное агентство Туркменистана, а также информационное агентство «ТУРКМЕНинформ» и интернет-портал «Туркменпортал» распространяют информацию на русском языке.
Несмотря на небольшое количество русскоязычных СМИ, через интернет у населения есть возможность потреблять российский контент. В стране популярны российские фильмы, музыка, развлекательные передачи. Многие люди общаются через российские социальные сети.

## Образование
Согласно ст. 14 Договора о дружбе и сотрудничестве между Российской Федерацией и Туркменистаном от 23 апреля 2002 г. в Туркменистане поощряется распространение и изучение русского языка, а в России - туркменского.
На 2018 год работает одна российская школа, выдающая российские аттестаты о среднем образовании. Также есть русские классы в школах Ашхабада и областных центрах Туркменистана, однако за устройство детей в них берут взятки. Русский язык изучают как иностранный наряду с английским языком во всех школах Туркменистана, а также в группах русского языка в детских садах.
Перед началом 2020/21 учебного года в ряде школ Ашхабада были расформированы русские классы, также на правительственном уровне начали рассматривать вопрос об организации платных русских школ и ликвидации к 2030 году классов с русским языком обучения.
Корреспонденты «Хроники Туркменистана» сообщают о нехватке квалифицированных русскоязычных педагогов в школах Дашогуза, например в русскоязычных классах школы № 3 многие дисциплины преподаются только на туркменском языке.
Российское посольство объявило об организации бесплатных онлайн-курсов повышения квалификации для учителей русского языка.

## Культура
С 1926 года в Ашхабаде действует русский драматический театр.
Сообщается о запрете на показ мультфильмов на русском языке в детских садах.